# ヴェルムランド県

ヴェルムランド県
Värmlands län

ヴェルムランド県（ヴェルムランドけん、Värmlands län）とは、スウェーデンの県の一つで略号はS。スウェーデン中西部に位置し、西側の県境はノルウェーとの国境でもある。南部でスウェーデン最大の湖ヴェーネルン湖の北半分を抱え込む。県庁所在地はカールスタード(Karlstad)。面積は1万7591平方キロメートルで、2017年現在の人口は27万9999人。

## 市
ヴェルムランド県には16の市がある。(アルファベット順)
- アルヴィーカ (Arvika)
- エーダ (Eda)
- フィリップスタード (Filipstad)
- フォーシュハーガ (Forshaga)
- グルームス (Grums)
- ハーグフォシュ (Hagfors)
- ハンマレー (Hammarö)
- カールスタード (Karlstad)
- シール (Kil)
- クリスティーネハム (Kristinehamn)
- ムンクフォシュ (Munkfors)
- ストールフォシュ (Storfors)
- スンネ (Sunne)
- セッフレ (Säffle)
- トシュビュー (Torsby)
- オーイェング (Årjäng)

|                  |
| ヴェルムランド県 |